# Джакометти, Альберто
Альбе́рто Джакоме́тти (итал. Alberto Giacometti; 10 октября 1901, Боргоново, Стампа, Швейцария — 11 января 1966, Кур, Швейцария, похоронен в Боргоново) — швейцарский скульптор, живописец и график, один из крупнейших мастеров XX века.

## Биография и творчество
Джакометти родился 10 октября 1901 года в округе Боргоново швейцарской коммуны Стампа в семье художника Джованни Джакометти. Интерес к искусству возник у Альберто уже в раннем детстве, когда он начал заниматься лепкой и живописью. В 1919—1920 годах обучался живописи в Женеве, в Школе изящных искусств и в Школе искусств и ремёсел по классу скульптуры. В 1920 и 1921 годах путешествовал по Италии, где познакомился с классикой итальянского искусства и памятниками Древнего Рима.
С 1922 года жил и работал в Париже, где сблизился с Андре Бретоном, Луи Арагоном, Пикассо, Миро, Максом Эрнстом, Сартром, Симоной де Бовуар, Беккетом и др. Учился в студии Гранд Шомьер в Париже (1922—1925) у Э. А. Бурделя. Летние месяцы проводил в Швейцарии.
Ранние работы Джакометти выполнены в реалистичной манере, однако в Париже он испытывает влияние кубизма («Торс», 1925; «Персонажи», 1926—1927), увлекается искусством Африки, Океании, древней Америки («Голова», 1925; «Скорчившийся человечек», 1926; «Женщина-ложка», 1926).
Публиковался в журнале «Сюрреализм на службе революции». В 1927 году его работы были представлены в Салоне Тюильри, первая персональная выставка состоялась в 1932. Скульптура этих лет («Женщина-ложка», 1926; «Клетка», 1930; «Женщина с перерезанным горлом», 1932; «Сюрреалистический стол», 1933) соединяет элементы кубизма с архаической пластикой Океании, сновидческой фантастикой, агрессией и эротизмом. В 1930 году примкнул к группе сюрреалистов и был её активным членом на протяжении нескольких лет. В эти годы он создал целый ряд скульптур, которые назвал «скульптурами в клетке». Наиболее известные работы этого цикла — «Дворец в четыре часа утра» (1923—1933) и «Час следов, или Подвешенный шар» (1930—1931). Сам Джакометти называл свои работы «предметами символического действия».
В 1935 году художник повернулся к сюрреализму спиной и отрёкся от всех своих произведений, связанных с этим периодом, назвав их «полным тупиком».

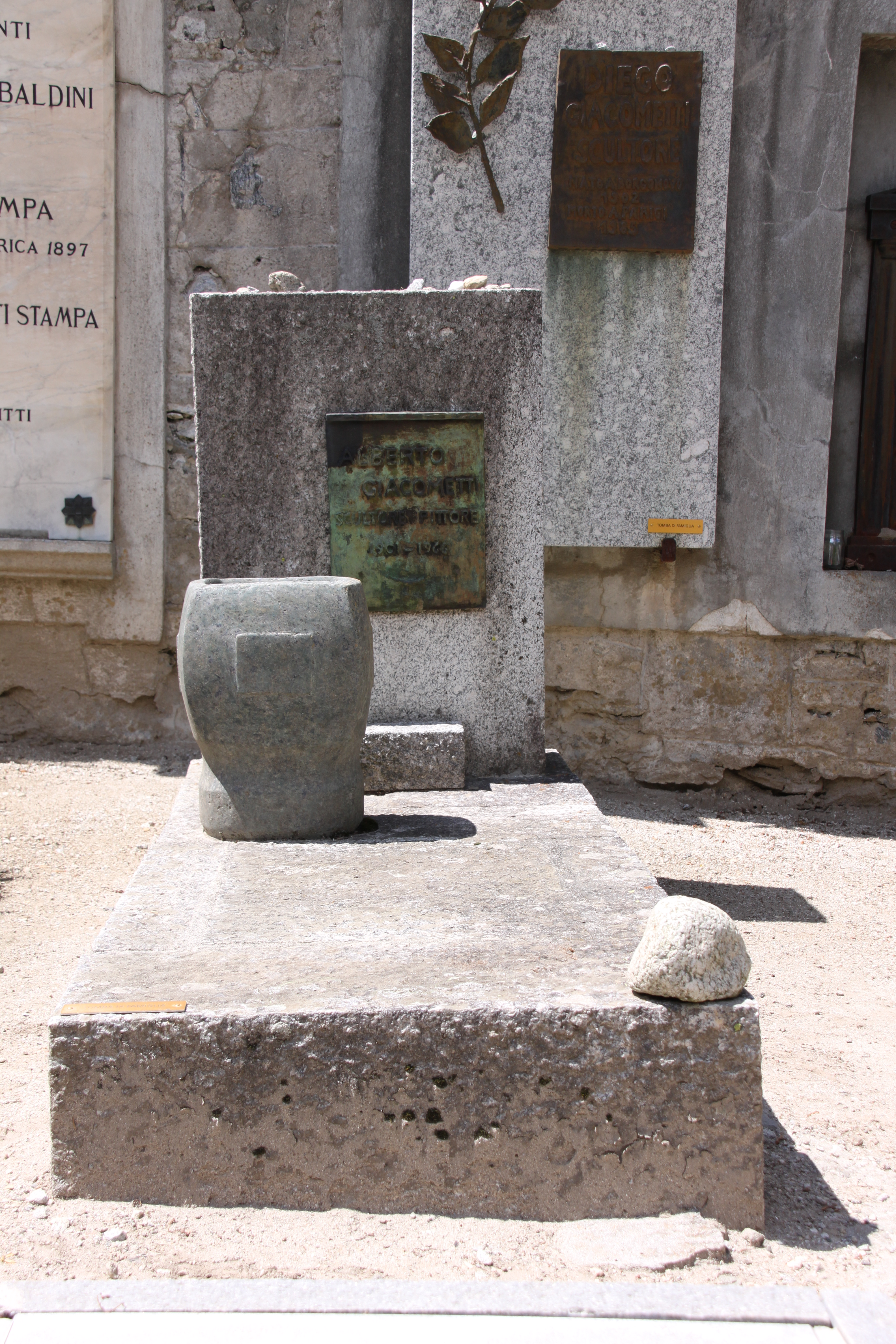
Могила Альберто Джакометти в Боргоново, Швейцария

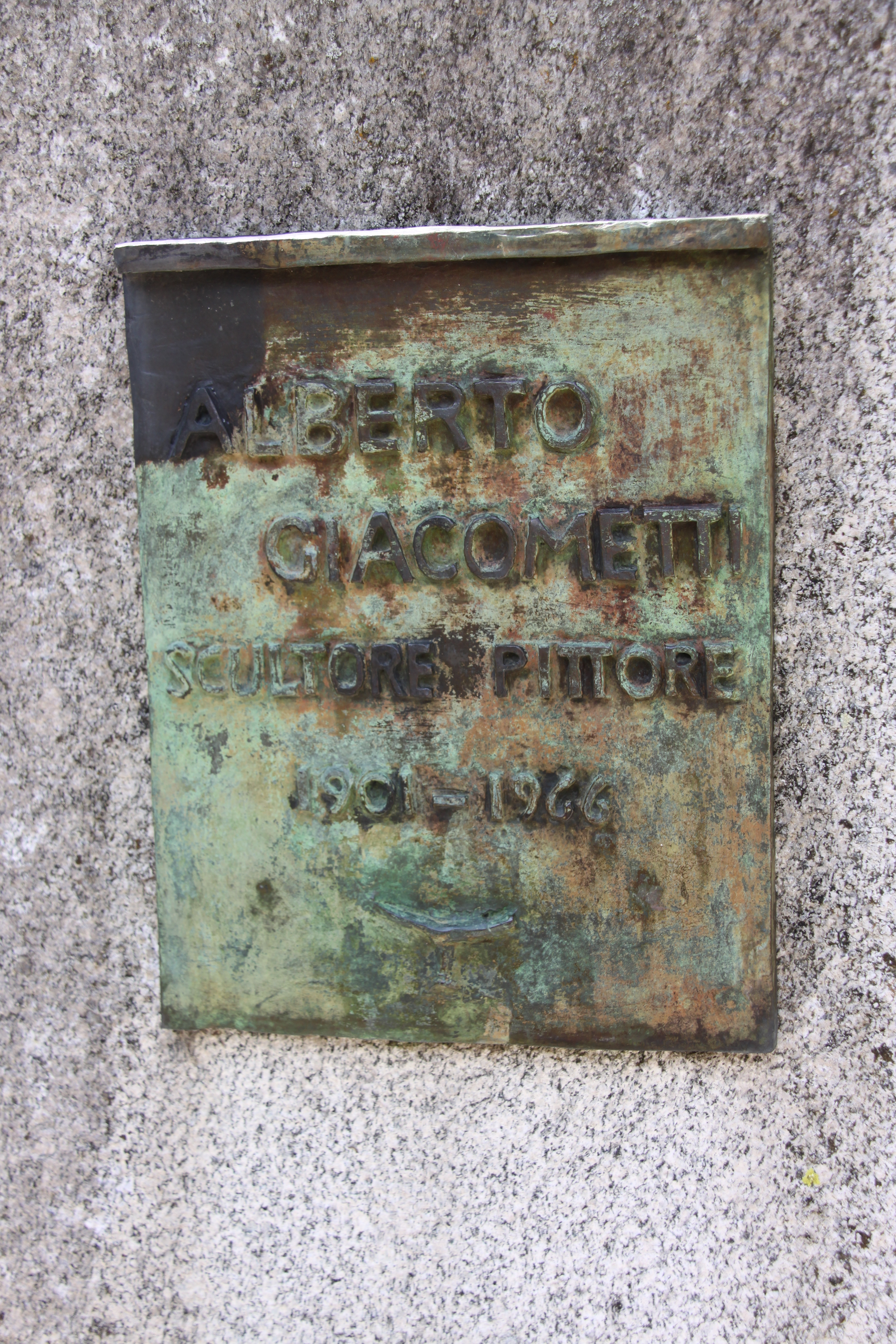
Дощечка с фамилией на надгробном камне могилы Альберто Джакометти

После Второй мировой войны, годы которой Джакометти прожил в Женеве, он приходит к новой, более гуманистической манере в скульптурах, портретной живописи и графике («Идущий человек», 1947; «Портрет Аннеты», ок. 1950; «Бюст Диего», 1954).
В послевоенный период Джакометти был отмечен многими, включая Сартра и Жене, как выдающийся художник-экзистенциалист. Его тонкие фигуры, представляющиеся одинокими в огромном пространстве космоса, в целом выражают чувство изолированности личности, характерное для французского авангарда. Писатель Франсис Понж ярко отразил этот аспект творчества Джакометти в статье «Reflexions sur les statuettes, figures et peintures d’Alberto Giacometti», опубликованной в «Cahiers d’Art», Париж, 1951.
«Человек… человеческая особь… свободная личность…Я… палач и жертва одновременно… одновременно охотник и добыча… Человек — и одинокий человек — утративший связь — в полуразрушенном страдальческом мире — кто ищет себя — начиная с нуля. Изнуренный, измученный, худой, голый. Бесцельно блуждающий в толпе. Человек, беспокоящийся о человеке, терпящем террор от человека. Самоутверждающийся в последнее время в иератической позиции высочайшей элегантности. Пафос предельного изнеможения, личность, утратившая связь. Человек у столба своих противоречий больше уже не жертвующий собой. Сгоревший. Ты прав, дорогой друг. Человек на мостовой как расплавленное железо; он не может поднять своих тяжелых ног. Начиная с греческой скульптуры, с Лорана и Майоля человек горел на костре! Это несомненная правда что после Ницше и Бодлера ускорилось разрушение ценностей… Они рыли вокруг него, его ценностей, влезали под кожу и все ради того, чтобы накормить огонь? Человек не только ничего не имеет, он не является ничем большим чем его Я».
В скульптуре зрелого Джакометти занимала проблема соотношения объёмов и масс, загадка человеческой фигуры, в живописи и рисунке — проблема пространственной глубины, загадка человеческого лица.

## Наследие
В 2003 году был создан Фонд Наследия Джакометти, который возглавила историк искусства Катрин Гренье (фр.). Фонд владеет крупнейшей коллекцией работ Джакометти — 260 бронзовых скульптур, 550 гипсовых скульптур, 95 картин и тысячи рисунков и гравюр. Значительную часть из них фонду передала вдова скульптора, Аннет Джакометти. В организации также хранят и изучают архив мастера: многочисленные тетради и рукописи ранее опубликованных текстов, переписка с другими деятелями культуры, и большая часть библиотеки, включая рецензии, книги, каталоги выставок, и газеты, некоторые из которых имеют свои аннотации или рисунки.
Фонд организует выставки произведений из своей коллекции и предоставляет краткосрочную и долгосрочную аренду работ художника крупным музеям и учреждениям культуры. Главная задача фонда — сохранение и популяризация культурного наследия Альберто Джакометти, с этой целью было воссоздано ателье и квартира скульптора в одном из особняков по улице Виктора Шельшера. В новом здании воссоздана атмосфера мастерской, какой она была при жизни художника.

## Признание

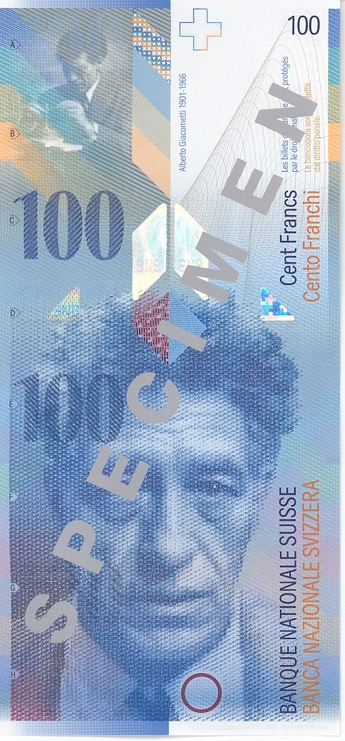
Альберто Джакометти на 100-франковой швейцарской банкноте

В городе Куре, где умер Альберто Джакометти, в честь него была названа одна из улиц (нем. Giacomettistrasse). Изображен на купюре достоинством 100 швейцарских франков.

## Коммерческая ценность
Работы Альберто Джакометти высоко ценятся на рынке произведений искусства. В феврале 2010 на лондонском аукционе Sotheby's за рекордную для произведений искусства на тот момент сумму в 65 млн фунтов стерлингов (более 104 млн долларов) была продана скульптура Джакометти «Шагающий человек I».
«Указующий человек» Альберто Джакометти стал самой дорогой скульптурой в мире. 180-сантиметровая бронзовая фигура в мае 2015 года продана за 141,3 миллиона долларов. Рекорд установлен на торгах Christie’s в Нью-Йорке.

## Труды
- Ecrits. Paris: Hermann, 1991